# 黒田正郡
黒田 正郡（くろだまさくに、天保12年（1841年） - 大正9年（1920年））は、武術家。通称寛。号は龍心斎。幼名は鉄之助。
越中国富山（現・富山県富山市）に生まれ、父、正好より民弥流居合術、駒川改心流剣術、四心多久間流柔術、椿木小天狗流棒術、誠玉小栗流殺活術を引き継いだ。息子の黒田正義、黒田泰治、曾孫の黒田鉄山も有名な武術家になっている。

## エピソード
- 若い頃東京の榊原鍵吉道場に稽古に赴いたことがある。道場では榊原の横に席をあてがわれ、お茶を出された。さて、いざ稽古をせんと防具を取り出そうとすると「まあまああなたはここで」と榊原に制止されてしまう。結局、竹刀を取らせてもらえなかった。
- 水を切ることが出来た。正郡が雨どいから流れ落ちる水に向かって太刀を左右に返すと、立ち流れ落ちる水に隙間ができ、節目を作って流れ落ちたのである。
- 投げ上げた青竹を抜き打ちと次の刹那の返しの太刀で、三つに切って落とすことができた。
- 川上から色々な角度で流れてくる板をすべて中心を取って真っ二つに切った。
- 酒席でのこと。客が帰るとなったとき、蝋燭の前で「とっ」と一声かけて刀を一閃、炎がゆらめく。弟子が火がついたままの蝋燭の片側半分を取り外し、客を玄関まで送る。そして帰ってきてもとの蝋燭にぴったりとくっつけた。
- 息子の泰治が川で魚を切っていた。切ることはできるのだが、拾う間もなく半身が流れていってしまう。そこに通りかかった正郡が見ておれとばかり、川の中の魚を太刀で突いて引っかき上げ、岸辺に放り投げる。十回やれば十匹の魚が川岸で跳ねていた。しかし「もっとよい方法がある」と正郡。泰治が「どんな方法ですか！？」と問うと、一言「釣ればよい。」
- 猫が斬れれば免許だと聞いた門弟たちが野良猫を追い回すが竹刀はかすりもしない。正郡は見ておれと静かに猫に詰め寄り、隅に追い詰める。逃げ場を失った猫が腰を落とした正郡の頭上を飛び越えようとした瞬間、すっと刀を切り下ろす。猫は正郡の背面に切れて落ちた。「無益な殺生をさせおって馬鹿どもめ」と門弟たちに言って部屋に戻った。